# Gesina ter Borch
Gesina ter Borch, född 1631, död 16 april 1690, var en nederländsk konstnär. Hon är främst känd för sina teckningar och illustrationer i vattenfärg i album. Hennes motiv var ofta observationer av familjeliv, samtida aktuella händelser och personer klädda i dåtida modekläder. Hon skrev även poesi.